# Miriam Dalsgaard
Miriam Dalsgaard (født 1972 i Ålborg) er en dansk fotograf, der sammen med journalisten Olav Hergel fik Cavlingprisen i 2006 for deres serie i Politiken om flygtninge og især flygtningebørns forhold på asylcentre.
Dalsgaard er opvokset i Hjallerup i Vendsyssel og flyttede i 1994 til Kolding, hvor hun færdiggjorde sin uddannelse i visuel kommunikation på Kunsthåndværkerskolen. I 2001 påbegyndte hun sin uddannelse som fotograf på Journalisthøjskolen i Århus.
Dalsgaard vandt titlen Årets Pressefoto 2015 i kategorien "Årets portræt" for serien fra frisørsalonen Q’s Barbershop i Odense-bydelen Vollsmose.